# Andrew George (homme politique)
Andrew Henry George (né le 2 décembre 1958) est un homme politique libéral-démocrate britannique. Il est député de St Ives en Cornouailles depuis 2024, ayant auparavant représenté la circonscription de 1997 à 2015, date à laquelle il est battu par le conservateur Derek Thomas. Il est membre du Conseil de Cornouailles pour Ludgvan, Madron, Gulval et Heamoor, après avoir été élu lors des élections municipales de 2021.

## Jeunesse
Andrew Henry George est né le 2 décembre 1958 dans le village de Mullion près de The Lizard, sur la côte sud-ouest de Cornouailles, l'un des huit enfants de l'horticulteur Reginald Hugh George et du professeur de musique Diana May George (née Petherick).
Il fait ses études localement à la Helston Grammar School dans la ville de Helston en Cornouailles, avant de fréquenter l'Université du Sussex où il obtient un baccalauréat ès arts (BA) en études culturelles et communautaires en 1980. Il termine ses études à l'University College de l'Université d'Oxford, où il obtient une maîtrise ès sciences (MSc) en économie agricole en 1981.

## Carrière
George travaille comme dans le secteur associatif, d'abord comme agent rural auprès du Nottinghamshire Rural Community Council en 1981, et occupe plusieurs postes avant de devenir directeur adjoint du Cornwall Rural Community Council en 1987, où il reste jusqu'à son élection à la Chambre des communes. Avant de rejoindre les Libéraux-démocrates, il est membre de Mebyon Kernow et est l'un des membres fondateurs de la Convention constitutionnelle de Cornouailles, faisant campagne pour une Assemblée de Cornouailles.
Il se présente au siège de St Ives lors des élections générales de 1992, où il termine deuxième, à seulement 1 645 voix du député conservateur en exercice David Harris. Harris ne se représente pas lors des élections générales de 1997 et George remporte le siège avec une majorité de 7 170 voix et reste député jusqu'en 2015. Il est réélu en juillet 2024.

## Au Parlement
À la Chambre des communes, George dirige l'équipe parlementaire DEFRA et Environnement des Libéraux-Démocrates en tant que porte-parole des LibDem pour l'agriculture,. Il s'est rebellé contre le gouvernement de coalition conservateur/libéral-démocrate plus que tout autre député libéral-démocrate.
George est nommé porte-parole des Libéraux-démocrates pour la pêche par Paddy Ashdown en 1997, un poste qu'il occupe jusqu'en 2007. Sous la nouvelle direction de Charles Kennedy en 1999, il est également porte-parole pour les personnes handicapées au sein de l'équipe du Département de la sécurité sociale. Après les élections générales de 2001, il devient secrétaire parlementaire privé du chef des libéraux-démocrates Kennedy. Il est porte-parole des affaires rurales et de l'alimentation en 2002, poste qu'il occupe jusqu'en 2005. Il est porte-parole du développement international de 2005 à 2006.
Lors des élections générales de 2010, la majorité de George passe de 11 609 à 1 719 voix, à la suite de modifications des limites de sa circonscription.
En 2011-2012, George est l'une des figures de proue d'une rébellion libérale-démocrate contre le projet de loi sur la santé et les soins sociaux de 2011 proposé par le gouvernement Cameron-Clegg, le décrivant comme « une occasion manquée de réformer la santé et les soins sociaux » et une violation de l'accord de coalition. Malgré cela, le projet de loi est adopté par 314 voix contre 260.
En 2013, lors du « bûcher des organismes publics » organisé par le gouvernement, George s'oppose au projet d'abolir l'Agricultural Wages Board, l'organisme gouvernemental chargé de réguler les salaires des ouvriers agricoles, au motif que cela pourrait nuire aux salaires et aux conditions de travail des agriculteurs.

## Cornouailles
Dès sa victoire électorale en 1997, George fait campagne au Parlement sur de nombreuses questions relatives à la Cornouailles.
Le 12 mai 2005, George est le premier député à prêter serment d'allégeance à la reine en cornique après une longue campagne pour la reconnaissance officielle de la langue.
Lors des élections locales de 2021, il remporte le siège de Ludgvan, Madron, Gulval et Heamoor au conseil de Cornouailles avec 56 % des voix, battant un député conservateur sortant.

## Publications
- The Natives are Revolting Down in the Cornwall Theme Park by Andrew George, 1986
- Cornwall at the Crossroads by Bernard Deacon, Andrew George et al., 1989 CoSERG, Redruth  (ISBN 0-9513918-0-1)
- A Vision of Cornwall by Andrew George, 1995
- A View from the Bottom Left-Hand Corner by Andrew George, 2002, Patten Press, Penzance  (ISBN 1-872229-40-9)